# Južnoatlantski jezici
Južnoatlantski jezici (privatni kod: satl), jedna od tri glavne grane atlantskih jezika koji se govore na području zapadne Afrike u državama Sijera Leone, Gvineja, Liberija i Gvineja Bisau. 
a. Mel (15) 
a1. Bullom-Kissi (6) :
a. Kissi (2):  južni kisi, sjeverni kissi,
b. Bullom (4): bom, bullom so, krim, sherbro
a2. Gola (1) Nigerija: gola,
a3. Temne (8) :
a. Baga (7) : baga binari, baga kaloum, baga koga, baga manduri, baga sitemu, baga sobané, landoma,
b. Temne-Banta (1) Sijera Leone: themne.
b. Limba (2) : limba sa središnjeg zapada (west-central limba) i istočni limba
c. Sua (1) : mansoanka.

## Vanjske poveznice
- Ethnologue (14th)
- Ethnologue (15th)